# 에이프릴 텔렉

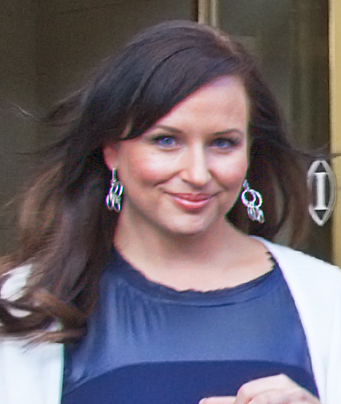

에이프릴 텔릭(April Telek, 영어 발음: /ˈtɛlɪk/, 1975년 4월 29일 ~ )은 캐나다의 배우이다.
밴쿠버에서 태어났다.

## 출연 작품
- 온 더 팜 (2016, On the Farm)
- 쉬 메이드 뎀 두 잇 (2013년)
- 립 4 유어 라이프 (2013년)
- 듀크 (2012년) - 카미 역
- 하우 투 폴 인 러브 (2012년)
- 라디오 레벨 (2012년)
- 테이큰 프럼 미: 더 티파니 루빈 스토리 (2011년)
- 아마존 폴스 (2010년)
- 그로잉 더 빅 원 (2010년)
- 미스터 트루프 맘 (2009년) - 데니스 역
- 플라이트 93 (2006년)
- 잘 나가는 그녀에게 왜 애인이 없을까 (2006년)
- 써드 맨 아웃 (2005년)
- 그와 그녀의 크리스마스 (2005년)
- 화이트 노이즈 (2005년)
- 파이브 데이즈 투 미드나잇 (2004년)
- 워킹 톨 (2004년)
- 임모탈 (2000년)
- 스크류드 (2000년)
- 프리웨이 2 (1999년) - Mrs. 윌슨 역
- 캐머플러지 (1999년)
- 보이지 오브 테러 (1998년)
- 볼케이노 (1997년)
- 바람둥이 길들이기 (1997, Dad's Week Off)
- 트렁크 속의 연인들 (1997년)
- 데들리 신스 (1995년)
- 개 목걸이 2 (1995년)

### 텔레비전
- 제3의 눈 (1995년)
- Robson Arms (2007-08)